# إدارة نظام الأرض

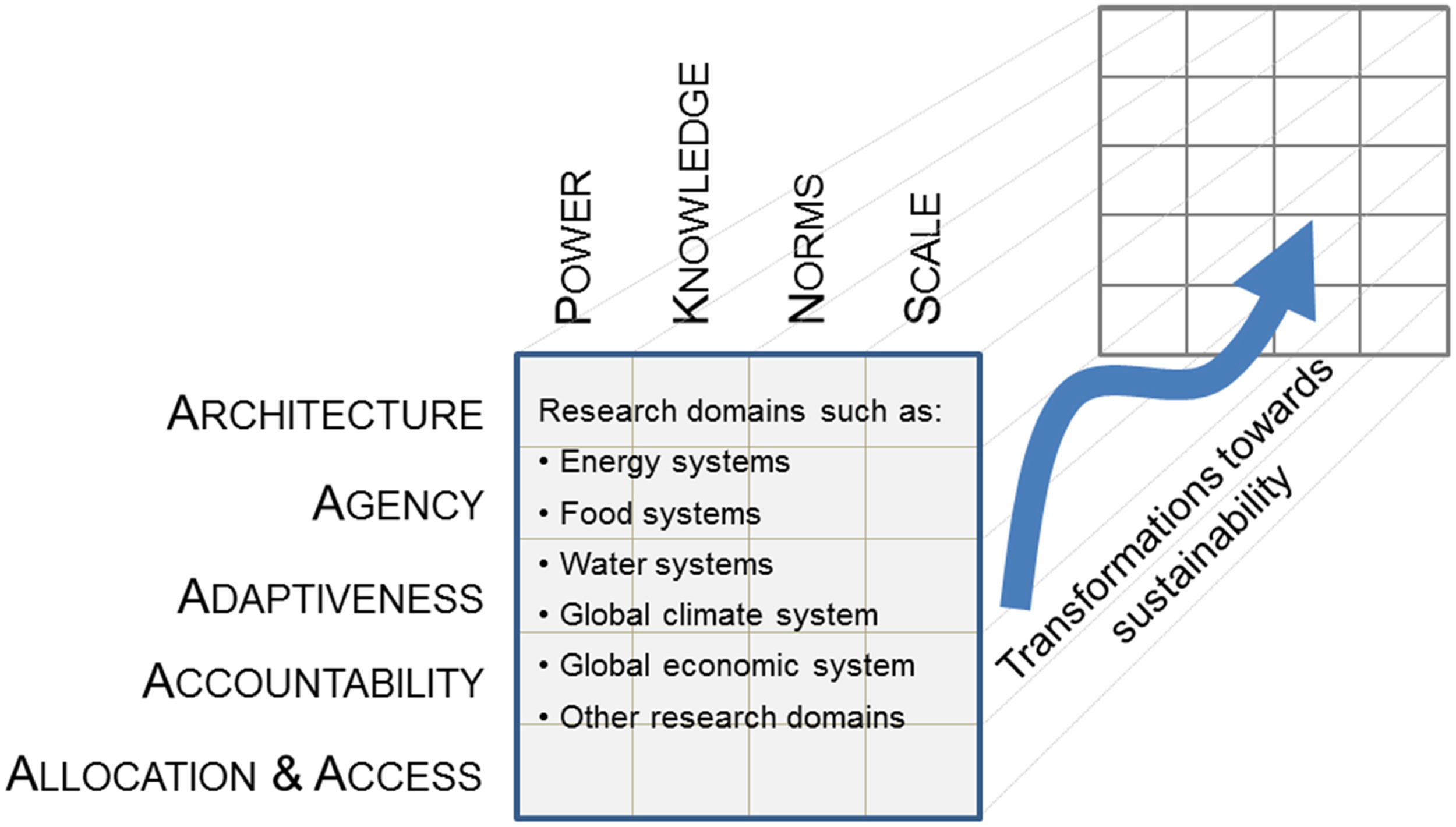
الشكل 1. تطبيق إطار الحوكمة البيئية والاجتماعية (ESG) الحالي (Biermann et al., 2009) على تحدي فهم وتحليل التحولات نحو الاستدامة.

إدارة نظام الأرض هو تحوّل نموذج فكري تم تطويره مؤخرًا بناءً على مفاهيم سابقة متعلقة بالسياسة البيئية والحفاظ على الطبيعة، لكنه يضع هذه الأفكار في السياق الأوسع للتحولات التي يحركها الإنسان لنظام الأرض بالكامل.
تطور النموذج التكاملي الجديد لإدارة نظام الأرض إلى مجال بحث نشط يجمع بين مجموعة متنوعة من التخصصات تشمل العلوم السياسية وعلم الاجتماع والاقتصاد والبيئة ودراسات السياسات والجغرافيا وعلم الاستدامة والقانون.

## المؤتمرات
عُقدت مؤتمرات دولية كبرى بشأن «إدارة نظام الأرض» في أمستردام (2007، 2009)، وبرلين (2008، 2010)، وكولورادو (2011)، ولوند (2012، 2017)، وطوكيو (2013)، ونورويتش (2014)، وكانبرا (2015)، ونيروبي (2016). في سنة 2017، عُقد المؤتمر السنوي الثامن لإدارة نظام الأرض في لوند، السويد. شاركت جامعة لوند في استضافة ذلك المؤتمر خلال الاحتفال الذي نظمته في الذكرى السنوية الـ 350 لتأسيسها. في عام 2018، عقدت في أوترخت، هولندا. في عام 2019، عقد المؤتمر في المكسيك. في عام 2020، كان من المقرر أن تستضيف براتيسلافا المؤتمر ولكن تمت جدولته لعام 2021 بسبب انتشار جائحة كوفيد-19.

## المشاركة السياسية
في الفترة بين 16 – 19 مايو 2011، اجتمع أكثر من عشرين فردًا من الحائزين على جائزة نوبل، وعدد من كبار صناع السياسات وبعض من أشهر المفكرين والخبراء في مجال الاستدامة العالمية في الندوة الثالثة للحائزين على جائزة نوبل عن الاستدامة العالمية في الأكاديمية الملكية السويدية للعلوم في ستوكهولم. اختُتمت الندوة ببيان ستوكهولم، الداعي إلى «تعزيز إدارة نظام الأرض» بوصفه أولوية للعمل العالمي المتماسك. قُدّمت تلك المذكرة للجنة الخبراء رفيعي المستوى المعنية بالاستدامة العالمية المعينة من قبل الأمين العام للأمم المتحدة، والتي ساهمت في الإعداد لمؤتمر الأمم المتحدة للتنمية المستدامة (ريو+20).

## تاريخ
وُضع تحوّل النموذج الفكري لإدارة نظام الأرض في هولندا بالأصل من قبل البروفيسور فرانك بيرمان خلال محاضرته الافتتاحية في الجامعة الحرة بأمستردام، والتي نشرت في وقت لاحق عام 2007. بناء على تلك المساهمة الرائدة، دعى برنامج الأبعاد البشرية للتغير البيئي العالمي بيرمان برنامج دولي شامل طويل الأمد في هذا المجال، الذي أصبح في سنة 2009 المشروع العالمي لإدارة نظام الأرض.
من بين الباحثين الرئيسيين الذين طبقوا هيكلية إدارة نظام الأرض في عملهم : ميشيل بيتسيل، وجون دريزيك، وبيتر إم. هاس، ونورشيكا كاني، ولينارت أولسون، وأوران يونغ.
في عام 2012، وضع 33 من كبار العلماء العاملين على المشروع خطة تنظيمية لتعزيز إدارة نظام الأرض نشرت في مجلة العلوم.
اليوم، يُذكر مصطلح «إدارة نظام الأرض» على 84 ألف موقع وفقًا لغوغل.

## مشروع إدارة نظام الأرض
في عام 2009، أنشأت شبكات أبحاث التغير العالمية التي ترعاها الأمم المتحدة برنامجًا بحثيًا طويل الأمد حول إدارة نظام الأرض، يدعى بـ «برنامج إدارة نظام الأرض». يتألف المشروع حاليًا من شبكة تضم 370 باحث نشط، و2300 باحثًا من جميع القارات مشاركين بصورة غير مباشرة. منذ عام 2015، يشكل هذا البرنامج جزءًا من منصة البحث الدولية الشاملة «فيوتشر إيرث (الأرض المستقبلية)». تستضيف جامعة أوتريخت في هولندا المكتب الدولي للمشروع.
تم تأسيس أو تعيين مراكز بحوث حول «نظام إدارة الأرض» في جامعة غانا؛ وجامعة برازيليا؛ وجامعة أوترخت؛ والمعهد الألماني للتنمية؛ وشبكة «سي إي تي أي بي»؛ والجامعة الحرة بأمستردام؛ وجامعة أمستردام؛ والجامعة الوطنية الأسترالية؛ وجامعة شيانج ماي؛ وجامعة ولاية كولورادو؛ وجامعة لوند؛ وجامعة شرق أنجليا؛ وجامعة أولدنبورغ؛ ومركز ستوكهولم للمرونة البيئية؛ ومعهد طوكيو للتكنولوجيا وجامعة ييل. بالإضافة إلى ذلك، توجد شبكات قوية حول البحث بخصوص إدارة نظام الأرض في كل من الصين وأمريكا اللاتينية وأوروبا الوسطى والشرقية وروسيا.